# جون غراي (عسكري)
جون غراي (بالإنجليزية: John Gray)‏ هو عسكري أمريكي، ولد في 6 يناير 1764 في ماونت فيرنون في الولايات المتحدة، وتوفي في 29 مارس 1868 في مقاطعة نوبل في الولايات المتحدة.